# Neottolemo (generale)
Neottolemo (in greco antico: Νεoπτόλεμος?; ... – Ellesponto, 321 a.C.) è stato un generale macedone antico.
Militare d'alto grado vissuto nel IV secolo a.C. ai tempi di Alessandro Magno, con cui condivideva un remoto rapporto di parentela, partecipò con il condottiero macedone all'assedio di Gaza nel 332 a.C., durante il quale fu tra coloro che si issarono sulla cinta muraria.
Ebbe un ruolo importante, dopo lo scomparsa di Alessandro Magno, nella spedizione volta alla presa della satrapia d'Armenia, compito assegnatogli da Perdicca.
Fu coinvolto nelle vicende che contrapposero i Diadochi, i vertici dell'esercito macedone, che si contesero l'eredità di Alessandro. Partecipò alla Battaglia nella costa dell'Ellesponto (321 a.C.) prendendo le parti di Cratero e Antipatro che si erano alleati per fronteggiare Perdicca. Durante gli scontri fu ucciso dal suo ufficiale Eumene di Cardia.